# Tooruktug dolgay Tangdym
Tooruktug dolgaï Tangdym (touvain : Тооруктуг долгай Тандым ; « La taïga regorge de pignons »), aussi connu sous le nom de Tooruktug taïga (Тооруктуг тайга), est le deuxième hymne national de Touva. Les paroles ont été écrites par Aïana Mongouch, et la mélodie est basée sur un air folklorique.
Il a la particularité, l'hymne qui l'a remplacé, de comporter du khöömii, le chant de gorge chamanique (tengriste) turco-mongol originaire de l'Altaï.

## Historique
Cette chanson a été créée en Tannou-Touva. Comme un gouvernement fantoche de l'union soviétique, l'hymne officiel était L'Internationale de 1921 jusqu'à l'annexion de Tannou-Touva en 1944. La chanson Tooruktug taïga a été adoptée comme l'hymne de l'oblast autonome de Touva. Cette chanson est restée l'hymne de Touva jusqu'au 11 août 2011, lorsque le nouvel hymne, Men – Tyva Men, l'a remplacé.

## Paroles

### Version touvine
| Cyrillique | Latin | Mongol | Transcription API |
| --- | --- | --- | --- |
| Тооруктуг долгай таңдым Долганзымза тодар-ла мен Тос-ла чүзүн малымайны 𝄆 Доруктурза байыыр-ла мен. 𝄇 Эзириктиг ээр-ле таңдым Эргилзимзе тодар-ла мен Эрээн-шокар малымайны 𝄆 Азыраза байыыр-ла мен. 𝄇 | Tooruktuƣ tolgaj taꞑdьm Tolganzьmza todar-la men Tos-la cyzyn malьmajnь 𝄆 Torukturza pajььr-la men. 𝄇 Eziriktiƣ eer-le taꞑdьm Ergilzimze todar-la men Ereen-şokar malьmajnь 𝄆 Azьraza pajььr-la men. 𝄇 | ᠲᠣᠣᠷᠣᠺᠲᠤᠭ ᠳᠣᠯᠭᠠᠢ ᠲᠠᠨ᠋ᠳ᠋ ᠍ ᠤᠮ ᠳᠣᠯᠭᠠᠩᠵ ᠤᠮᠵᠠ ᠲᠣᠳᠣ ᠪᠠᠷ ᠯᠠ ᠮᠡᠩ ᠲᠣᠰ ᠯᠠ ᠴᠦᠵᠦᠨ ᠮᠠ ᠤᠮᠠᠶᠢᠨ ᠤ 𝄆 ᠳᠣᠷᠤᠶᠢᠺᠲ᠋ᠣᠷᠵᠠ ᠪᠠᠢ ᠤ ᠤᠷ ᠯᠠ ᠮᠡᠩ 𝄇 ᠡᠵᠡᠢᠷᠢᠺᠲ᠋ᠢᠭ ᠡᠭᠡᠷᠡ ᠯᠡ ᠲᠠᠨ᠋ᠳ᠋ ᠍ ᠤᠮ ᠡᠷᠭᠣᠯᠵᠡᠮᠵᠡ ᠲᠣᠳᠣ ᠪᠠᠷ ᠯᠠ ᠮᠡᠩ ᠡᠷᠢᠶᠡᠨ ᠱᠣᠺᠠᠷ ᠮᠠ ᠤᠮᠠᠶᠢᠨ ᠤ 𝄆 ᠠᠰ ᠤᠠᠵᠠ ᠪᠠᠢ ᠤ ᠤᠷ ᠯᠠ ᠮᠡᠩ 𝄇 | [tʰɔː.ɾʊq.tʰʊʁ tɔɫ.ɢaj tʰaŋ.tɯm ǀ] [tɔɫ.ɢan.zɯm.za tʰɔ.taɾ.ɫa men ǁ] [tʰɔs.ɫa t͡ɕʉ.zʉn ma.ɫɯ.maj.nɯ ǀ] 𝄆 [tɔ.ɾʊq.tʰʊɾ.za pa.jɯːɾ.ɫa men ǁ] 𝄇 [e.zɪ.ɾɪk.tɪɣ eːɾ.lə tʰaŋ.tɯm ǀ] [eɾ.gɪl.zɪm.ze tʰɔ.taɾ.ɫa men ǁ] [e.ɾeːn.ʃɔ.qaɾ ma.ɫɯ.maj.nɯ ǀ] 𝄆 [a.zɯ.ɾa.za pa.jɯːɾ.ɫa men ǁ] 𝄇 |

### Traduction
Quand je marche dans ma forêt,
je serai toujours satisfait,
parce que ma forêt est riche
d'animaux et tout ce dont j'ai besoin.
Dans les montagnes, les falaises, la taïga : je suis né.
Pour cette raison, je suis fort – j'élèverai mon bétail et serai riche.
Neuf animaux différents – Si je les rassemble et les nourris
et prends soin d'eux tout seul – je serai riche.